# Aerenea aglaia
Aerenea aglaia là một loài bọ cánh cứng trong họ Cerambycidae.